# Ravioli
Ravioli er en italiensk ret med små dejkuverter fyldt med indbagt fars, spinat, ost eller andet.